# مدنايت كلاب: ستريت رايسنغ
مدنايت كلاب: ستريت رايسنغ (بالإنجليزية: Midnight Club: Street Racing)‏ هي لعبة فيديو إلكترونية من نوع سباق السيارات، صدرت على نظامي بلاي ستيشن 2 وجيم بوي أدفانس عام 2000م.

## وصلات خارجية
- مدنايت كلاب: ستريت رايسنغ على موقع IMDb (الإنجليزية)

- Midnight Club official website
- مدنايت كلاب: ستريت رايسنغ على موبي غيمز
- Midnight Club: Street Racing على مشروع الدليل المفتوح